# Софія Генрієтта Ройсс-Герська
Софія Генрієтта Доротея Ройсс-Герська (нім. Sophie Henriette Dorothea Reuss zu Gera), (нар. 13 червня 1723 — пом. 27 серпня 1789) — графиня Ройсс-Герська з дому Ройссів, донька графа Ройсс-Гери Генріха XXV та пфальцграфині Софії Марії Цвайбрюкен-Біркенфельд-Ґельнгаузенської, дружина графа Штольберг-Россла Фрідріха Бото.

## Біографія
Народилась 13 червня 1723 року у Гері. Стала первістком в родині спадкоємного графа Ройсс-Гери Генріха XXV та його другої дружини Софії Марії Цвайбрюкен-Біркенфельд-Ґельнгаузенської, з'явившись на світ за дев'ять з половиною місяців після їхнього весілля. Мала молодшого брата Генріха XXX. Ройсс-Герою в цей час правив їхній дядько Генріх XVIII. У 1735 році батько успадкував престол.

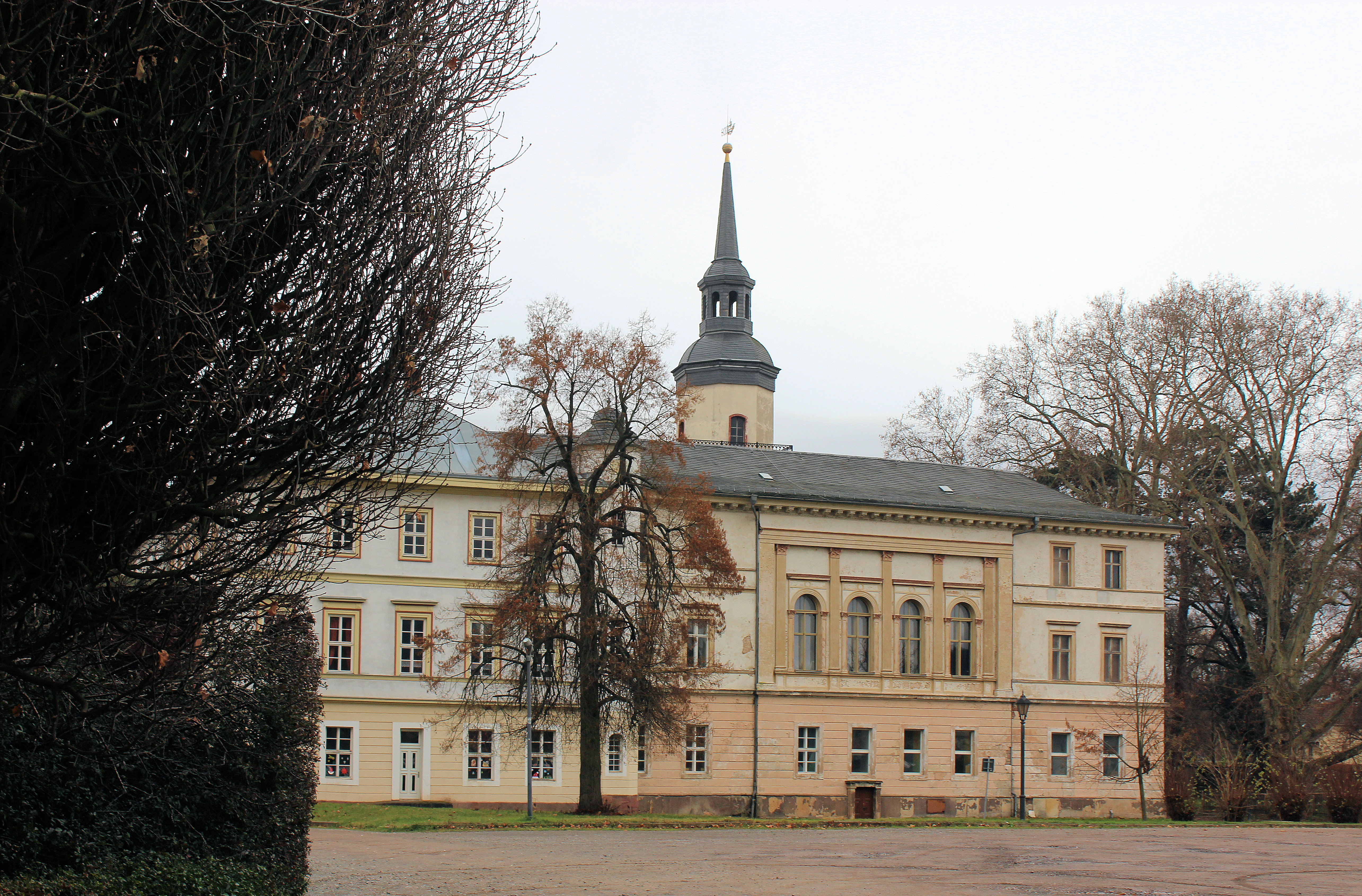
Замок Россла

У віці 23 років була видана заміж за 33-річного графа Штольберг-Россла Фрідріха Бото. Юридично землі графа визнавали верховенство права Саксонського курфюрства. Весілля пройшло 21 листопада 1746 у замку Остерштайн в Гері. У подружжя народилося шестеро дітей
Резиденцією сімейства був замок Россла. Поруч розташовувалися парк та церква Святої Трійці. У 1766 році замок зазнав капітального ремонту через незадовільний стан.
Фрідріх Бото пішов з життя у березні 1768 року у Росслі. Софія Генрієтта померла 27 серпня 1789 у Гері.

## Родина
Чоловік —  Фрідріх, граф Штольберг-Россла
Діти:
- Генріх Крістіан Фрідріх (1747—1810) — одруженим не був, мав позашлюбного сина;
- Йоганн Вільгельм Крістіан (1748—1826) — одруженим не був, дітей не мав;
- Карл Бото (1749—1751) — прожив 2 роки;
- Фрідріх Густав (1750—1751) — прожив 4 місяці;
- Людвіг Моріц (1752—1781) — одруженим не був, дітей не мав;
- Софія Августа (1754—1776) — дружина графа фон Гойма Готтхельфа Адольфа, мала єдину доньку.